# 葛林·嘉寶
葛林·嘉寶（英語：Glen O. Gabbard, M.D.，1949年—），是一位美國精神病學家，以編寫精神病理領域的專業教材聞名。他是德州貝勒醫學院精神病學臨床教授，同時也是休斯頓精神分析研究中心的分析師。
他也是許多學期刊的編輯，包括《美國精神醫學期刊》和《國際精神分析期刊》，同時也編輯許多書籍，進而長年負責美國精神醫學會住院醫師訓練及在職進修的規劃。

## 經歷
1975年畢業於若許大學醫學院，1978年進入梅寧哲醫院（Menninger Clinic）擔任精神科住院醫師。1984年堪薩斯托沛卡精神分析研究中心（Topeka Institute for Psychoanalysis）接受佛洛伊德式的分析訓練。
2001年到貝勒醫學院，負責精神醫學診所，並擔任布朗精神分析基金會（Brown Foundation Chair of Psychoanalysis）主席教授。同時，他持續在休斯頓加維斯頓精神分析（Houston Galveston Institute）中心擔任訓練及督導的分析師。

## 獎項
- 1994年賓州大學史崔克獎[2]
- 2000年獲得雪歌尼獎傑出貢獻獎[3]
- 2002年美國精神醫學會傑出服務獎
- 2004年美國精神醫學會阿道夫·邁耶爾（英语：Adolf Meyer）獎

## 主要作品
- 《長期精神動力取向心理治療：基本入門》（Long-Term Psychodynamic Psychotherapy: A Basic Text），2006年，繁體中文版心靈工坊出版，ISBN 986-757-465-6
- 《動力取向精神醫學--臨床應用與實務》（Psychodynamic Psychiatry in Clinical Practice），2007年，繁體中文版由心靈工坊出版，ISBN 978-986-678-200-8

## 主編作品
- 《支持性心理治療入門》（Introduction to Supportive Psychotherapy），2005年，繁體中文版由心靈工坊出版，ISBN 986-757-451-6
- 《藥物與心理治療》（Competency in Combining Pharmacotherapy and Psychotherapy: Integrated and Split Treatment），2006年，繁體中文版由心靈工坊出版，ISBN 986-757-488-5
- 《簡短心理治療：臨床應用的指引與藝術》（The Art and Science of Brief Psychotherapies），2008年，繁體中文版由心靈工坊出版，ISBN 978-986-678-231-2
- 《學習認知行為治療：實例指引》（The Art and Science of Brief Psychotherapies），2009年，繁體中文版由心靈工坊出版，ISBN 978-986-678-263-3

## 外部連結
- Glen O. Gabbard, M.D.的官方網站 （页面存档备份，存于）（英文）
- 葛林·嘉寶在互联网电影资料库（IMDb）上的資料（英文）